# Педро де Алварадо
Педро де Алварадо (шп. Pedro de Alvarado, 1485 или 1486–1541), шпански конкистадор, најближи сарадник Ернана Кортеса у шпанском освајању Мексика (1519-1521), касније освајач и први гувернер Гватемале (1523-1541).

## Биографија
Педро де Алварадо рођен је у Бадахосу, Екстремадура, у истој провинцији и само годину дана после Ернана Кортеса. Алварадови родитељи припадали су осиромашеној класи хидалга, најнижег слоја шпанског племства. Године 1510. он и његова четири брата су отпловили у Нови свет и настанили се у Санто Домингу. Следеће године (1511) Алварадо је учествовао у освајању Кубе, у служби Дијега Веласкеза, који је постао њен први гувернер. Следећих осам година имао је плантажу и енкомијенду Индијанаца, али изгледа да је показао мало интересовања за њих. Са Кубе, Веласкез је организовао три експедиције на континент, са циљем да створи нове колоније. Прва експедиција, коју је предводио Франсиско Ернандес де Кордоба, истражила је 1517. источну обалу Јукатана остварила први контакт са цивилизацијом Маја, али су је потукла локална индијанска племена. Алварадо је као капетан брода учествовао у другој експедицији, коју је 1518. повео Хуан де Грихалва, која је у суштини ишла трагом прве експедиције у Залив Мексика. Иако ни друга експедиција није успела да заузме нове колоније на континенту, Алварадо је успео да привуче пажњу гувернера Веласкеза, и добио је заповедничко место у трећој експедицији, коју је 1519. повео Ернан Кортес.

### Освајање Мексика
У експедицији коу је 1519. повео Ернан Кортез да освоји Мексико, Алварадо је био други заповедник. Добар коњаник и говорник, био је храбар али брзоплет. Кортес га је оставио на челу шпанског гарнизона који је остао у Теночтитлану, док је Кортес отишао да се суочи са ривалском експедицијом Панфила де Нарваеза. Током прославе верског празника, уплашио се да ће избити побуна и наредио је немилосрдни покољ око четири стотине мексичких племића, акцију која је изазвала општи устанак против Шпанаца и за који је Алварадо био универзално осуђен. Био је један од ретких преживелих у заштитници током шпанског бекства из града 30. јуна 1520, догађаја познатог као Тужна ноћ (шп. Noche Triste). Касније је предводио једну од три јединице које су успешно опседале Теночтитлан, окончавши освајање Мексика 1521.

### Освајање Гватемале
Други део Алварадовог немирног живота као конквистадора карактеришу све независније акције. У име Кортеса предводио је експедиције за покоравање нове територије јужно од Мексико Ситија. Године 1523. освојио је Гватемалу и област Соконуско, покорио Индијанце Какчикел, Киче и Цутухил и следеће године основао град Сантјаго де лос Кабаљерос. Као новоименовани генерал-капетан Гватемале, провео је наредне две године у жестокој борби да обезбеди контролу над пространим подручјем које се протеже до данашњег Салвадора. Године 1527. вратио се у Шпанију да изнесе своје подвиге на двору Карла V и да се супротстави оптужбама својих непријатеља. Његов боравак на двору је био успешан, што је резултирало витешким звањем и именовањем за гувернера Гватемале. Оженио се Франциском де Ла Куевом, женом из високог племства, која је умрла по доласку у Нову Шпанију 1528. године.

### Неуспеле експедиције
У Гватемали му је убрзо досадила функција, и након вести о фантастичном богатству у Перуу, окупио је велику флоту са пет стотина људи који су напустили Гватемала Сити крајем 1533. Да би избегао сукоб са Франсиском Пизаром, Алварадо је отишао у Кито, уз храбро и напорно прелажење џунгле и Анда. Ова напорна и скупа експедиција се показала бескорисном јер је Дијего де Алмагро већ заузео то подручје за Пизара, а Алварадо се вратио у Гватемалу празних руку након што је продао своју армаду Пизару за 100.000 пезоса. Алварадо је затим накратко наставио своју дужност гувернера, али је наишао на противљење локалних чиновника.
Године 1536. вратио се у Шпанију. Још увек под краљевском наклоношћу, потврђен је за гувернера и оженио се сестром своје покојне супруге, Беатриз. Након неколико година као гувернер, формирао је још једну експедицију од дванаест бродова да истражује Зачинска острва у Пацифику, али убеђен од Антонија де Мендозе, вицекраља Мексика, да удруже снаге, преусмерио је своје напоре да пронађе недостижних седам градова Цибола. Спремао се да се укрца морем када га је позвао гувернер Нове Галиције, Кристобал де Оњате, да помогне у гушењу индијанског устанка. Близу Ночистлана је био прегажен коњем и преминуо 24. јуна 1541. године.